# 月球空心說
月球空心说是一个认为月球是中空的理论，也是一種偽科學理論。它最早出現於英国著名小说家H·G·威尔斯於1901年所寫的科幻小說《月球上最早的人类》，借鑒自地球空洞说作品，例如17世紀北歐作家路維·郝爾拜的小說《尼爾斯·克里姆的地下旅行》。1969年，阿波羅12號來到月球做月震實驗後，支持月球空心說的人開始增多。
1970年，又有兩位蘇聯作家在大眾媒體上發表了一篇短文，他們推測月球可能是「外星智慧的創造物」；月球空心说主要得到陰謀論者的認可，例如吉姆·馬爾斯和大卫·沃恩·艾克等人。

## 参看
- 地球空洞說